# ترنسمتروپلیتن

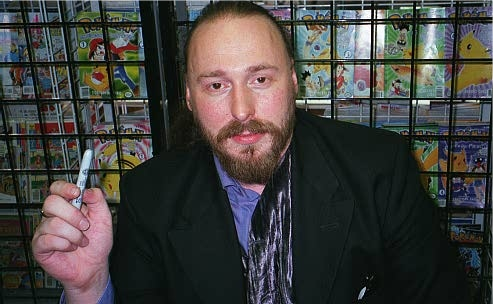
ترنسمتروپلیتن

ترنسمتروپلیتن نام یک مجموعه داستان مصور در سبک سایبرپانک است به نویسندگی ورن الیس و طراحی دریک رابرتسون.
شخصیت محوری این کتاب‌ها اسپایدر اورشلیم نام دارد، خبرنگاری که علیه فساد و سوءاستفاده از قدرت توسط حاکمان آمریکا می‌جنگد.